# Sopravissana
Sopravissana là một giống cừu bản địa của tỉnh Macerata, ở Marche ở miền trung nước Ý. Tên gọi xuất phát từ khu vực Visso trong Monti Sibillini; giống cừu này được chăn nuôi chủ yếu ở khu vực đó, nhưng những đàn cừu giống này cũng được chăn thả ở Lazio, Tuscany và Umbria. Cừu Sopravissana xuất phát từ việc lai tạo giống cừu địa phương với cừu Tây Ban Nha và cừu Rambouillet Merino trong thế kỷ XVIII. Nó lớn hơn giống cừu Vissana từ cùng khu vực trên.

## Lịch sử
Cừu Sopravissana có nguồn gốc trong khu vực Visso, từ đó có tên của giống này, và từ Castelsantangelo sul Nera và Ussita, trong Monti Sibillini, và thường được nuôi dưỡng chủ yếu ở khu vực đó. Nó có nguồn gốc từ việc lai tạo giống cừu Apennine địa phương với cừu đực Merino của Tây Ban Nha và cừu đực Rambouillet Merino của Pháp trong nửa sau của thế kỷ XVIII, chủ yếu trên các bất động sản của các gia đình Piscini và Rosi.:195 Bầy cừu dưới sự quản lý du cư trải rộng khắp trong các vùng Lazio, Tuscany và Umbria.
Giống cừu Sopravissana là một trong mười bảy giống cừu Ý tự phát triển, trong đó một đàn gia phả được lưu giữ bởi Associazione Nazionale della Pastorizia, hiệp hội chăn nuôi cừu quốc gia Ý. Loài này được ghi nhận có khoảng 1.200.000 con năm 1960, và 765.000 năm 1970; đến năm 1995 con số đã giảm xuống còn khoảng 6000. Trong năm 2013 tổng số cá thể giống này là 5699.